# Famaillá
Famaillá – miasto w Argentynie leżące w prowincji Tucumán, stolica departamentu Famaillá.
Według spisu z 17 listopada 2001 roku miasto liczyło 20 762 mieszkańców.
Miasto leży 30 kilometrów na południowy zachód od stolicy prowincji San Miguel de Tucumán. W 1841 roku niedaleko miasta doszło do bitwy znanej w historii jako bitwa pod Monte Grande, w której siły wierne Juanowi Manuelowi de Rosas dowodzone przez Manuela Oribe zmierzyły się z wojskami Ligi Północy dowodzonymi przez Juana Lavalle.
Miasto jest siedzibą klubu piłkarskiego Atlético Famaillá.